# Джек Фрост (фільм)
Джек Фрост (англ. Jack Frost) — американський сімейний фільм 1998 року режисера Троя Міллера. Головні ролі виконали Майкл Кітон та Келлі Престон.

## Сюжет
Джек Фрост — вокаліст рок-гурту, що базується у вигаданому містечку Медфорд, штат Колорадо. Його зосередженість на музиці та надії на підписання контракту на запис призводить до того, що він ігнорує свою сім'ю, в тому числі 11-річного сина Чарлі.
Чарлі та Джек разом ліплять сніговика, і Джек дарує Чарлі свою найкращу губну гармошку, яку він купив у день коли народився Чарлі. Він жартома каже Чарлі, що вона чарівна і що Джек зможе її почути, де б він не був. Джек обіцяє дружині Габбі, що прийде на хокейний матч Чарлі, але пропускає його заради запису нового хіта. Щоб загладити свою провину, Джек обіцяє відвезти сім'ю в різдвяну подорож у гори, але його запрошують на концерт, який може зробити  або зруйнувати його кар'єру. Дорогою на концерт Джек усвідомлює свою помилку і позичає машину свого колеги по групі, щоб відвезти сім'ю в гори. Та на жаль, Джек потрапляє у сніжну бурю і гине в автокатастрофі.
Рік потому Чарлі впадає в депресію через смерть батька. Одного вечора він ліпить ще одного сніговика, настільки схожого на Джека, наскільки він його пам'ятає, і перед сном грає на губній гармошці Джека. Зрештою, губна гармошка справді є магічною, адже вона оживляє Джека, переносячи його дух у сніговика. Джек намагається привітатися з Чарлі, але натомість лякає його. Коли Джек звертається до нього на прізвисько «Чарлі-бой», Чарлі розуміє, що сніговик — це його батько. Джек зближується з Чарлі й навчає його цінностей, яких він не зрозумів за життя. Джек переконує Чарлі повернутися до хокейної команди замість того, щоб продовжувати страждати через його смерть. Тим часом Мак продовжує бути другом сім'ї, а також стає для Чарлі батьком.
Теплого різдвяного вечора Джек починає танути й з усіх сил намагається потрапити на хокейний матч Чарлі, і йому це вдається. Згодом Чарлі вирішує взяти Джека в гори, де холодніше, але йому важко переконати Габбі. Джек і Чарлі приїжджають до віддаленої хатинки, в якій сім'я збиралася зупинитися на Різдво перед смертю Джека. Джек дзвонить Габбі й безтурботно просить її приїхати до хатинки, щоб забрати Чарлі; Габбі шокована, але впізнає його голос і виконує його прохання. Джек каже засмученому Чарлі, що йому треба йти. Коли приїжджає Габбі, оболонка сніговика розвіюється, відкриваючи людську подобу Джека в безтілесній формі. Джек каже Чарлі, що завжди буде з ним, і, попрощавшись із дружиною та сином, повертається до потойбічного світу.

## У ролях
- Майкл Кітон — Джек Фрост
- Келлі Престон — Габбі Фрост
- Джозеф Кросс — Чарлі Фрост
- Марк Едді — Мак Макартур
- Ендрю Лоуренс — Так Гронік
- Елі Марієнтал — Спенсер
- Вілл Ротхаар — Денніс
- Міка Бурем — Наталі
- Бенжамін Брок — Александр
- Тейлор Хендлі — Рорі Бак
- Генрі Роллінз — Сід Гронік
- Мун Заппа — шкільна вчителька (не вказано в титрах)
- Стіві Рей Вон — сам себе (не вказано в титрах)